# اللواء (جريدة لبنانية)
جريدة اللواء هي جريدة يومية تصدر باللغة العربية في بيروت، أُسسها عبد الغني سلام سنة 1963، وهي بذلك من أقدم الصحف اللبنانية القائمة حتى اليوم.
تصدر الجريدة على ورق من القطع الكبير، وتتخذ موقفًا مناصرًا لتحالف 14 آذار، ويرأس تحريرها صلاح سلام، وقد بلغ توزيعها في سنة 2003 نحو 26 ألف نسخة.